# مبرو
مبرو (به لاتین: Mboro) یک منطقهٔ مسکونی در سنگال است که در Tivaouane Department واقع شده‌است. مبرو ۲۷٬۶۹۳ نفر جمعیت دارد.